# معراج محمد خان
معراج محمد خان أفريدي (بالأردوية: معراج محمد خان)‏؛ (20 أكتوبر 1938 - 21 يوليو 2016)، هو سياسي وفيلسوف اشتراكي باكستاني. وأحد مؤسسي حزب الشعب الباكستاني ومساهم رئيسي في المركز الاشتراكي الديمقراطي والذي أعد ما يسمى بالبرنامج الأساسي لـ حركة الإنصاف الباكستانية في باكستان. ترك حزب الشعب الباكستاني في عام 1977.
كان شخصية اشتراكية معروفة ومؤثرة في البلاد، ومعروف بكفاحه السياسي ومناصرته ضد التقارب المناهض للرأسمالية ودعم الديمقراطية الاجتماعية.
توفي معراج محمد خان في مستشفى محلي في كراتشي في 21 يوليو 2016 عن عمر يناهز 77 عامًا.